# Bernward Willeke
Bernward Willeke OFM (* 26. September 1913 in Münster als Heinrich Willeke; † 11. August 1997 in Warendorf) war Franziskaner und Missionswissenschaftler.

## Leben
Nach dem Abitur trat Heinrich Willeke 1932 in die Sächsische Franziskanerprovinz (Saxonia) ein und erhielt den Ordensnamen Bernward. 1939 wurde er zum Priester geweiht. Anschließend studierte er Sinologie an der Columbia University, wo er 1945 promoviert wurde; von 1904 bis zum Zweiten Weltkrieg waren Franziskaner aus der Saxonia in China als Missionare tätig. Von 1948 bis 1950 forschte er in römischen Archiven. Von 1962 bis 1982 lehrte er als Ordinarius für Missionswissenschaften an der Universität Würzburg.

## Schriften (Auswahl)
- Imperial government and Catholic missions in China during the years 1784–1785. St. Bonaventure 1948, OCLC 933171751.
- als Herausgeber mit Niels-Peter Moritzen: China, Herausforderung an die Kirchen. Bericht und Ergebnisse einer Konsultation. Erlangen 1974, ISBN 3-87214-060-4.